# Колба Клайзена

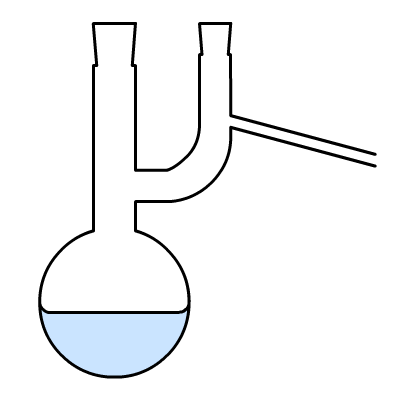
колба Кляйзена

Ко́лба Кла́йзена (Кля́йзена) — круглодонная колба особой конструкции для дистилляционной перегонки органических соединений (в том числе для перегонки под уменьшенным давлением) и синтеза химических веществ.

## Конструкция
Колба Клайзена отличается от колбы Вюрца тем, что её горло имеет две горловины (шейки), одна из которых (боковая) снабжена пароотводной трубкой коленчатой формы для соединения с холодильником. Эта горловина должна иметь одинаковый диаметр по всей своей длине и не суживаться в месте спая со второй горловиной, в противном случае происходит захлебывание стекающей флегмой (жидким конденсатом) и неравномерное кипение жидкости в колбе. Иногда шейки бывают с одним или несколькими шаровидными расширениями. 
Применение колбы Клайзена дает возможность укреплять в горлах колбы термометр и капиллярную трубку. Такая конструкция снижает до минимума возможность переброса перегоняющейся жидкости в дистиллят при вспенивании или разбрызгивании .
При перегонке малых количеств жидкости очень удобны грушеобразные колбы Клайзена.

## Использование
Колбу Клайзена погружают в баню, обеспечивающую равномерное нагревание. Температура нагрева должна быть примерно на 20-30 С выше температуры кипения перегоняемого вещества. При нагревании в бане колбу погружают в баню таким образом, чтобы уровень перегоняемой жидкости был немного ниже уровня жидкости в бане.

## Дополнительные сведения
Колба названа по имени немецкого химика Людвига Клайзена, который создал её в 1893 году.
Размеры колбы и диаметры горловин и шлифов определяются ГОСТ 25336-82.